# ポプリオイル
ポプリオイルは、ポプリを作る際に香りのベースとして少量加えられる、精油や合成香料を鉱物油やアルコール、その他の溶剤で希釈したもの。
ポプリの香りを一定期間持続させるためにポプリに加える目的で作られた、合成香料を含む芳香用オイルである。精油（エッセンシャルオイル）は全く含まれていないか、ごく微量にしか含まれていない。また基材となる溶剤も植物性・動物性の天然のオイルではなく鉱物油やアルコールなどが使われることがほとんどである（鉱物油を使用するのは使用中の品質の劣化が少ないという利点も有る）。そのため精油よりもかなり安価である。
精油（エッセンシャルオイル）と混同されがちであるが、天然成分100％である精油とは全く違うものである。アロマテラピーでは使用しない。